# Durgapur
För andra betydelser, se Durgapur (olika betydelser).
Durgapur (bengali দুর্গাপুর) är en stad i Indien och är belägen i distriktet Barddhaman i delstaten Västbengalen. Staden, Durgapur Municipal Corporation, är delstatens tredje största och hade 566 517 invånare vid folkräkningen 2011, med förorter 580 990 invånare.